# Conselhos evangélicos
Os conselhos evangélicos são aspectos da vida de Cristo pelos quais os religiosos católicos vivem a restrita uniformização com Cristo, na tentativa de se tornarem "novos Cristos" para a Igreja (cristiformização). Os conselhos evangélicos são seguidos pelos consagrados mediante votos professados em institutos de vida religiosa (ordens e congregações religiosas) ou em institutos seculares. Através destes votos, os religiosos seguem as constituições dos seus respectivos institutos, vivendo os conselhos evangélicos segundo o carisma de seu grupo religioso. Os Votos mais comuns são os votos de pobreza, castidade e obediência.
O grau de seguimento e cumprimento destes conselhos evangélicos varia de instituto para instituto, sendo as ordens religiosas mais austeras, onde os Votos são professados solenemente. Isto em oposição às congregações religiosas, que só obrigam os seus membros a professarem os votos na sua versão mais simples. A diferença mais marcante destas duas versões está no cumprimento do voto da pobreza.

## Tipos
Os mais comuns votos professados são três:
- Pobreza — seguindo Cristo que sendo rico e todo-poderoso se fez pobre por amor incondicional aos homens. Logo, por meio deste voto, os que prometeram cumpri-lo não podem mais ter bens pessoais, renunciando aos bens que já tinham e dispensando tudo o que venha a ter como posse e tudo o que por força de trabalho precisarem ter é apenas propriedade do seu instituto religioso. Normalmente, esta visão é defendida pelas ordens religiosas, enquanto que as congregações religiosas têm uma visão menos austera e mais simples do voto da pobreza, permitindo assim aos seus membros a posse, mas não o uso, de bens pessoais.[1]
- Castidade (através do celibato) — cuja finalidade é os professados terem um coração indiviso para Deus, fazendo-os seguir por isso a continência.
- Obediência — todo aquele que for superior de um instituto religioso ou de alguma parte do mesmo passa automaticamente a ter grande autoridade sobre os professados.

## Teologia
A teologia dos conselhos evangélicos ou a teologia dos votos religiosos nos apresenta como fundamento a teologia do coração indiviso (LG 42), pois para a vivência destes é necessário a entrega total do ser nas mãos de Deus, uma vez que a pessoa de Cristo se doa na sua totalidade. 
Os conselhos evangélicos têm sua origem divina, mais exatamente, cristológica. Estão fundamentados nas palavras e exemplos de Jesus. Tem sua origem divina na doutrina e nos exemplos de Jesus, isto quer dizer, que se fundam em sua vida, em toda sua vida. A vida e a doutrina de Jesus estão na base de toda forma de vida cristã, e de maneira especial, na base da vida consagrada. Eles não são obrigados aos cristãos todos, muito menos lhes é prerrogativa de uma vida mais ou menos santa, apenas são obrigados àqueles que livremente optarem por seguir para atingirem não só a salvação (e portanto a santidade), mas também a perfeição.
Antes do Concílio Vaticano II os votos eram distribuídos na seguinte ordem: obediência, castidade e pobreza, pois a concepção destes era vista de uma perspectiva muito diferente da atual. A Obediência era a mais exigente porque era a renúncia da própria liberdade e a capacidade de dominar a vontade humana; a Castidade era a renúncia as paixões e a capacidade de dominar os sentimentos e os afetos do coração; a Pobreza era considerada a menos exigente dos três, pois era vista somente em sua realidade externa, renúncia aos bens externos e a capacidade de viver na simplicidade e com poucas coisas.
Com o Concílio Vaticano II modificou-se a visão escolástica que se tinha na Idade Média a respeito dos votos. A nova ordem é Castidade, Pobreza e Obediência, (PC 12, LG 43) por sua vez estes votos foram vistos sob seu aspecto positivo enfatizando o primado da castidade, em relação a Deus, às pessoas e às coisas. 
Quanto ao voto de pobreza é verdade que os bens materiais são externos à pessoa humana, porém, o apego a eles toca profundamente o íntimo do coração, em todas as suas faculdades e potencialidades. A obediência não deixa der ser a renúncia da própria liberdade, porém não tem valor em si, mas visa o bem maior numa perspectiva profunda de fé que provoca um ouvir com o coração.

## Castidade consagrada
A castidade consagrada é a plenitude do amor, pois o voto de castidade começa pelos laços afetivos e familiares, porém consiste na humanização, disciplina e no limite afetivo. O termo castidade provém do latim castitate e significa as qualidades de uma pessoa casta. Também tem o sentido de abster-se dos prazeres sensuais. Mas o termo consagrado é usado pelo Concílio Vaticano II com o significado constante e global de doação integral de si a Deus, serviço total a Ele, modo especial de consagração ao Senhor (PC I). Esse voto não é mais visto só como uma proibição de relações sexuais, mas é analisado em um sentido bem mais amplo, que consiste no respeito mútuo, seguindo bem de perto a Cristo pobre, obediente e casto.
No Antigo Testamento a paternidade e a maternidade eram essenciais. Pois era inconcebível alguém não ter descendência, e a virgindade era tida como uma desgraça. A abstenção dos atos sexuais, para o homem, só era prevista por tempo determinado em caso de estudo das leis, segundo a Toráh e o Talmud da Babilônia, do contrário não. 
Apesar da nova perspectiva dada pelo Concilio, ainda há resquícios de uma mentalidade ligada à fonte sacerdotal que visa à castidade na ótica simplista da genitalidade. Outra fonte antiga é a sapiencial/profética que passou a incluir o eunuco na sociedade israelita. 
A partir desta iniciou-se, já no Antigo Testamento uma nova visão do celibato, uma vez que surgiram os essênios e mais tarde o próprio Cristo valorizou a opção pelo celibato quando livremente se faz por amor ao Reino. Atualmente a castidade consagrada deve ser entendida num amplo sentido, ela é a maneira de estar aberto as relações acolhedoras, puras, edificantes, e consoladoras entre os filhos do Pai.

## Obediência na caridade fraterna
A palavra obediência em sua raiz etimológica quer dizer: ouvir com o coração e escutar em profundidade, ou seja, escutar com amor. O fundamento bíblico do voto da obediência é a relação amorosa que existe entre Deus e o ser humano, por vocação à vida religiosa é o encontro de dois amores, o Deus que chama por amor, e o chamado que responde com amor.
A obediência só tem sentido a partir da fé. Toda a obediência está ligada ao discernimento, visto que, obedecer é abrir mão dos planos pessoais em vista dos planos comunitários, por tanto, é preciso ver na voz do superior a vontade de Deus (Cf. cân. 601). Jesus no Getsêmani colocou sua vontade em segundo plano conformando plenamente à vontade do Pai por um bem maior. Meu Pai se é possível, afaste-se de mim este cálice. Contudo, não seja feito como eu quero, e sim como Tu queres.
Toda a obediência está vinculada a uma autoridade. A autoridade na igreja é uma missão nobre e sublime, desde que exercida como serviço desinteressado e não como ambição. Toda a autoridade religiosa está vinculada a uma comunidade. É, em primeiro lugar, obediência ao Espírito, numa atitude constante de escuta e discernimento. Assim, a obediência dos membros de uma congregação religiosa passa pelas Regras. Estas Regras não são mortas, mas animadas pelo Espírito que vem de Deus.